# Klára Máthé
Klára Máthé   (Komárno, 9 de desembre de 1900 - Budapest, 8 de juliol de 1985) professora de piano.

## Biografia
Miklós Máthé Klára Kéri, o com tothom sabia habitualment, la tieta Klári va néixer el 9 de desembre de 1900 a Komárom. Després que la seva mare fos una excel·lent pianista, va estar envoltada de música des de la seva infància. Als quinze anys es va convertir en alumne d'Arnold Székely a l'Acadèmia de Música. Va fer una feina excel·lent. Va passar uns anys als Països Baixos. També va actuar amb gran èxit, però mai no va quedar satisfeta amb ella mateixa. Volia saber-ne més. Va ser llavors quan va tornar a casa. Com a alumne dels professors Leó Weiner i Margit Varró, va passar "anys bells" continuant els seus estudis, amb els quals va aprendre no només una "professió" a un nivell superior, sinó també un exemple pedagògic que va definir els seus propis hàbits docents durant el proper temps. anys.
El 1945 es va fundar amb Erna Czövek la Comunitat de Treballadors de Professors de Música Privats. Va ser un dels coautors de la primera escola de piano hongaresa. Més tard, el 1948, es va establir l'Escola Secundària de Música Béla Bartók. Va ser nomenat aquí com a professora, però al mateix temps al Col·legi, on va dirigir la pràctica docent dels professors candidats i va ensenyar didàctica. El 1966 es va establir el Departament de Preparació a l'Acadèmia de Música, on va ensenyar joves talents fins a la seva mort.
Molts dels seus estudiants es van convertir en pianistes i directors d'orquestra de fama mundial. Van ser alumnes seves Dezső Ránki, Csilla Szabó, Attila Némethy, Árpád Joó, Gyula Kiss, Balázs Szokolay, Péter Nagy, Gábor Csalog, Balázs Kecskés, Attila Pertis, Gergely Bogányi, entre d'altres.
Després de la seva jubilació, va continuar treballant amb un talent jove excepcional. Va impartir classes magistrals i conferències de ràdio com a professors convidats a la RDA i Iugoslàvia, en aquest darrer lloc també conferències metodològiques. És autorade diversos articles pedagògics. La televisió hongaresa en va fer una pel·lícula de retrat, que es va projectar el 4 de gener de 1986.

## Publicacions
- Escola de piano per a formadors de professors 1-4. pel seu departament (Budapest, 1952-55, coautor)
- Escola de piano per a principiants (Budapest, 1966)
- Estudis, memòries (1980)

## Més informació
- Szabó Zoltán: M. M. (Mestereink, Muzsika, 1982. 3. sz.)
- Ránki Dezső: M. M. K. K. (Muzsika, 1985. 8. sz.)